# Rissoella diaphana
Rissoella diaphana is een slakkensoort uit de familie van de Rissoellidae. De wetenschappelijke naam van de soort is voor het eerst geldig gepubliceerd in 1848 door Alder.